# Pierluigi Raggi
Pierluigi Raggi (1924 – Milano, 7 luglio 2012) è stato un progettista italiano.
Ha partecipato, con Renzo Rivolta ed Ermenegildo Preti, alla progettazione della Iso Isetta.

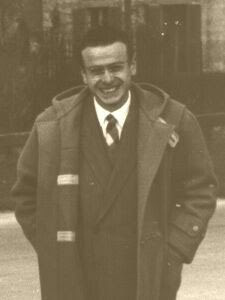
Ing. Pierluigi Raggi

Forse troppo in anticipo sui tempi, l'Isetta era concepita come una vera e propria city car: le ruote posteriori accoppiate permettevano di evitare l'uso del differenziale, mentre l'accesso al veicolo avveniva attraverso un'ampia porta frontale a cui era fissato lo sterzo, dotato quindi di un piantone snodato che consentiva di assecondare l'apertura della porta stessa. Venne prodotta dalla Iso di Bresso e successivamente su licenza, con successo, in numerosi paesi esteri. Il periodo di maggior successo di questa microvettura fu raggiunto durante il periodo in cui veniva prodotta dalla BMW.